# Clarke Bluff
Das Clarke Bluff ist ein steiles und 840 m hohes Kliff im ostantarktischen Viktorialand. In den Wilson Hills ragt es am östlichen Ende des Feeney Ridge auf.
Der United States Geological Survey kartierte das Kliff anhand eigener Vermessungen und mittels Luftaufnahmen der United States Navy aus den Jahren von 1960 bis 1963. Das Advisory Committee on Antarctic Names benannte es 1970 nach Leutnant Jon B. Clarke, Navigator einer LC-130 Hercules für die Luftbilderstellung bei der Operation Deep Freeze der Jahre 1967 und 1968.